# Peter Weinberg
Peter Weinberg (* 1946) ist ein deutscher Sportwissenschaftler.

## Leben
Weinberg hatte an der Universität Hamburg von 1977 bis zu einer Emeritierung Ende April 2009 eine Professur für Erziehungswissenschaft, Psychologie und Bewegungswissenschaft inne. Von 1995 bis 1997 fungierte er als Sprecher des Fachbereichs Sportwissenschaft.
In seiner wissenschaftlichen Arbeit befasste sich Weinberg unter anderem mit den Themenbereichen Bewegungsforschung, sportwissenschaftlicher Handlungstheorie, Sport als kulturelle Tätigkeit, Lehren und Lernen im Sport, Hochschulsport und Sportlehrerausbildung.